# Jô Soares
Pour les articles homonymes, voir Soares.
Jô Soares, de son véritable nom José Eugênio Soares, né le 16 janvier 1938 à Rio de Janeiro et mort le 5 août 2022 à São Paulo, est un acteur, journaliste, écrivain, dramaturge et humoriste brésilien, auteur de romans policiers. Il est aussi présentateur de télévision, peintre et auteur de chansons.

## Biographie
Jô Soares étudie au Colégio São Bento dans sa ville natale, puis au Lycée Jaccard, à Lausanne, en Suisse, pour tenter de se consacrer à la carrière diplomatique. Il voyage aussi aux États-Unis, avant de revenir vivre à Rio de Janeiro en 1958. C’est à cette époque qu’il amorce une carrière de journaliste et d’humoriste qui le fait connaître au Brésil.

Jô Soares.

Sa personnalité et ses talents sont éclectiques. Il est également acteur (pour le théâtre comme pour le cinéma) et présentateur d’émissions télévisées, ainsi que dramaturge, musicien et artiste plastique.
En Europe, il est plus particulièrement connu pour ses romans policiers historiques farcis d'humour. Dans Élémentaire, ma chère Sarah ! (O Xangô de Baker Street, 1995), la comédienne française Sarah Bernhardt, en tournée au Brésil en 1886, fait appel à son ami Sherlock Holmes pour retrouver un Stradivarius dérobé dans un amusant pastiche des aventures du héros de Sir Arthur Conan Doyle. Dans L'Homme qui a tué Getúlio Vargas (L'uomo che uccise Getúlio Vargas, 1998), un anarchiste maladroit est incapable d'assassiner les personnalités politiques qu'il prend pour cible. Dans Meurtres à l'Académie (Assassinatos na Academia Brasileira de Letras, 2005), qui se déroule à Rio de Janeiro dans les années 1920, le détective Machado Machado, dont le père admirait l’écrivain Machado de Assis, tente de mettre la main au collet d'un tueur en série qui cherche à éliminer tous les académiciens de l'Académie des Lettres du Brésil. Quant à Les Yeux plus grands que le ventre (As Esganadas, 2011), dont l'action se passe dans le Brésil des années 1930, un policier portugais, devenu pâtissier, se lance aux trousses d'un assassin qui élimine de grosses femmes en les gavant de gâteaux.

## Télévision
- 1967 : Família Trapo
- 1970 : Faça Humor, Não Faça Guerra (faites l’Humos, pas la Guerre) : c’était la première émission de la Rede Globo avec Jô Soares.
- 1973 : Satiricom
- 1976 : Planeta dos Homens
- 1981 : Viva o Gordo (Vive l’homme gros)
- 1982 : Chico Anysio Show, participation
- 1983 : 
  - Plunct, Plact, Zuuum, participation (émission pour enfants)
  - Jornal da Globo, commentaire journalistique, jusqu’en 1987.
- 1988 : Veja o Gordo sur SBT
- 2000 : Participation à Sai de Baixo
- depuis 3 avril 2000 : Programa do Jô

## Filmographie
- 1954 : Rei do Movimento, de Víctor Lima et Hélio Barroso
- 1956 : De Pernas pro Ar, de Víctor Lima
- 1957 : Pé na Tábua, de Víctor Lima, mise en scène Chico Anysio
- 1959 : Aí Vêm os Cadetes, de Luiz de Barros
- 1959 : O Homem do Sputnik, de Carlos Manga
- 1960 : Vai que É Mole, de J. B. Tanko
- 1960 : Tudo Legal, de Víctor Lima
- 1965 : Pluft, o Fantasminha, de Romain Lesage, tiré de la pièce de théâtre de Maria Clara Machado
- 1965 : Ceará contra 007, de Marcos Cesar
- 1968 : Hitler III Mundo, de José Agrippino di Paula
- 1968 : Papai Trapalhão, de Víctor Lima
- 1969 : Agnaldo, Perigo à Vista (participation), de Reynaldo Paes de Barros
- 1969 : A Mulher de Todos, de Rogério Sganzerla
- 1971 : Nenê Bandalho, de Emílio Fontana, tiré d’une histoire de Plínio Marcos
- 1973 : Amante muito Louca, de Denoy de Oliveira
- 1979 : Tangarela, a Tanga de Cristal, de Lula Campelo Torres
- 1976 : O Pai do Povo, mise en scène Jô Soares
- 1986 : Cidade Oculta, de Chico Botelho, avec la participation d'Arrigo Barnabé
- 1995 : Sábado, mise en scène Ugo Giorgetti
- 2001 : O Xangô de Baker Street, adaptation cinématographique de son roman, mise en scène Miguel Faria Júnior, avec Maria de Medeiros et Joaquim de Almeida.
- 2003 : Person, documentaire de Marina Person
- 2004 : A Dona da História, tiré de la pièce de théâtre João Falcão et dans la mise en scène de Daniel Filho

## Œuvre littéraire

### Romans policiers
- O astronauta sem regime (1985)
- O Xangô de Baker Street (1995)  (ISBN 8571644829) Publié en français sous le titre Élémentaire, ma chère Sarah !, traduit par François Rosso, Paris, Calmann-Lévy, coll. « Crime », 1997  (ISBN 2-7021-2690-1) ; réédition, Paris, Pocket no 10332, 1998  (ISBN 2-266-07929-8) ; réédition, Paris, LGF, coll. « Le Livre de poche » no 35060, 2008  (ISBN 978-2-253-12506-8)
- O Homem que Matou Getúlio Vargas (1998) Publié en français sous le titre L'Homme qui tua Getúlio Vargas, traduit par François Rosso, Paris, Calmann-Lévy, 1999  (ISBN 2-7021-3073-9) ; réédition, Paris, Pocket no 11027, 2001  (ISBN 2-266-10363-6)
- Assassinatos na Academia Brasileira de Letras (2005) Publié en français sous le titre Meurtres à l'Académie, traduit par François Rosso, Paris, Éditions des Deux Terres, 2008  (ISBN 978-2-84893-053-4) ; réédition, Paris, LGF, coll. « Le Livre de poche » no 31383, 2009  (ISBN 978-2-253-12518-1) ; réédition, Paris, Gallimard, coll. « Folio policier » no 760, 2015  (ISBN 978-2-070-46228-5)
- As Esganadas (2011) Publié en français sous le titre Les Yeux plus grands que le ventre, traduit par François Rosso, Paris, Éditions des Deux Terres, 2013  (ISBN 978-2-84893-132-6) ; réédition de la même traduction sous le titre Meurtres et autres sucreries, Montréal, HMH Hurtubise, 2013  (ISBN 978-2-89-723246-7) ; réédition sous le titre Les Yeux plus grands que le ventre, Paris, Gallimard, coll. « Folio policier » no 737, 2014  (ISBN 978-2-07-045608-6)

### Recueils de récits humoristiques
- Humor Nos Tempos do Collor (1992), en collaboration avec Luis Fernando Verissimo et Millôr Fernandes
- A Copa Que Ninguém Viu e a Que Não Queremos Lembrar (1994), en collaboration avec Roberto Muylaert et Armando Nogueira

## Source
- Claude Mesplède, Dictionnaire des littératures policières, vol. 2 : J - Z, Nantes, Joseph K, coll. « Temps noir », 2007, 1086 p. (ISBN 978-2-910-68645-1, OCLC 315873361), p. 803.